# Friedrich Kuhlau
Friedrich Kuhlau   (Uelzen, 11 de setembre de 1786 - Copenhaguen, 12 de març de 1832) fou un compositor alemany.
Als set anys quedà borni a conseqüència d'una caiguda. Estudià a Braunschweig, i més tard a Hamburg, i el 1810, fugint de la proscripció imposada per la dominació francesa, es refugià a Copenhaguen.
Al cap de poc temps en aquest país fou nomenat primer flauta de la Capella Reial i músic de cambra; treballà per a restaurar l'òpera nacional, entre altres mitjans escrivint la música d'un drama titulat La muntanya dels bandits, obra que despertà gran entusiasme, mereixent ser nomenat el gran compositor danès. L'èxit d'aquesta obra i el de la segona òpera Elisa, i l'estimació que en general se li tenia en el país, determinaren establir-se en aquest.
Allà continuà escrivint i va compondre algunes òperes com Lulu, fins que el 1830 un incendi destruí la major part dels manuscrits que tenia en l'habitació, experimentà una pena tan gran que morí dos anys després. A Copenhaguen feu pedagogia musical, i tingué diversos alumnes de talent, com ara Johan Christian Gebauer.
A més de les òperes citades i algunes altres, va escriure molta música instrumental.